# Maior e longinquo reverentia
La locuzione latina Major e longinquo reverentia, tradotta letteralmente, significa La lontananza aumenta il prestigio. (Tacito, Annali, I, 47).
È il complemento della frase: "nemo propheta in patria"; spesso le persone sono stimate e apprezzate in lontananza. 